# Toledo (prowincja)
Toledo – prowincja w Hiszpanii, w Kastylii-La Manchy, mająca stolicę w mieście o tej samej nazwie. Graniczy z prowincjami: Madryt, Cuenca, Ciudad Real, Badajoz, Cáceres i Ávila.

## Comarki
W skład prowincji Toledo wchodzą następujące comarki:
- Torrijos
- La Campana de Oropesa
- La Jara
- La Sagra
- Los Montes de Toledo
- Sierra de San Vicente
- Comarca de Toledo
- Mesa de Ocaña
- La Mancha